# Rozmaitość różniczkowa

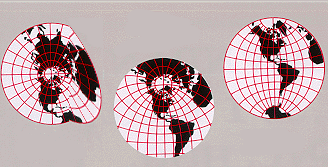
(1) Przykład wprowadzenia rozmaitości różniczkowej klasy na sferze: mapy tworzące tę rozmaitość zawierają linie współrzędnych, które są krzywymi w ogólności niegładkimi (na mapie środkowej i z prawej strony zwrotnik Raka jest krzywą gładką, ale na mapie z lewej ma ostre zagięcie – ta ostatnia krzywa nie ma pochodnej w punkcie zagięcia). (2) Aby rozmaitość różniczkowa była klasy (lub wyższej) trzeba wprowadzić na mapach współrzędne krzywoliniowe, których krzywe współrzędnych są krzywymi gładkim.

Rozmaitość różniczkowa lub rozmaitość różniczkowalna to zbiór, który lokalnie tzn. w otoczeniu każdego punktu wygląda jak {\displaystyle \mathbb {R} ^{n}} (ściślej: jak zbiór otwarty w {\displaystyle \mathbb {R} ^{n}}), ponadto nie ma kantów. Rozmaitości różniczkowe są podstawowym obiektem badań geometrii różniczkowej.
Naturalne przykłady rozmaitości różniczkowych to podzbiory {\displaystyle \mathbb {R} ^{n}} takie jak sfera i torus jednakże rozmaitości różniczkowe nie muszą być podzbiorami {\displaystyle \mathbb {R} ^{n}} i mogą mieć bardzo złożoną naturę. 
Rozmaitość różniczkową definiuje się jako przestrzeń Hausdorffa wyposażoną w zbiór map, które pokrywają całą rozmaitość. Mapy składają się z podzbioru rozmaitości oraz funkcji, która przyporządkowuje punktom tego podzbioru współrzędne. Tę funkcję nazywa się układem współrzędnych. Dopuszcza się istnienia wielu map dla danej rozmaitości, ponieważ w ogólności jedna mapa nie wystarcza do opisania jej w całości. Np. dla sfery nie istnieje (w sensie geometrii różniczkowej) globalny układ współrzędnych,  ale można ją odwzorować za pomocą dwóch częściowo pokrywających się map (np. dwóch map nieco większych niż półsfery, zachodzących na siebie), na których wprowadza się współrzędne sferyczne (linie współrzędnych są wtedy funkcjami klasy {\displaystyle C^{\infty }}).
Bardzo ważnym obiektem związanym z rozmaitościami różniczkowymi jest przestrzeń styczna. Przestrzeń styczna do rozmaitości różniczkowej w punkcie {\displaystyle p} to intuicyjnie zbiór wektorów stycznych do rozmaitości w tym punkcie. Geometria różniczkowa formalizuje tę intuicję. Przestrzeń styczna pozwala mówić o wektorach na zbiorach, które nie mają struktury przestrzeni liniowej i umożliwia zdefiniowanie pól wektorowych i tensorowych na rozmaitościach. Poprzez zdefiniowanie form różniczkowych i całki z formy możliwe jest uprawianie rachunku różniczkowego i całkowego na rozmaitościach.   
Wprowadzenie struktury rozmaitości różniczkowej ma duże znaczenie np. w fizyce: w szczególnej i ogólnej teorii względności czas i przestrzeń modeluje się za pomocą 4-wymiarowej czasoprzestrzeni, która jest rozmaitością różniczkową (przy czym dodatkowo określa się geometrię czasoprzestrzeni definiując tzw. tensor metryczny).

## Definicja
Mapą na przestrzeni topologicznej {\displaystyle M} w otoczeniu punktu {\displaystyle p\in M} nazwiemy parę {\displaystyle (U,\varphi )}, gdzie {\displaystyle U\subset M} zawiera {\displaystyle p}, a {\displaystyle \varphi :U\to \varphi (U)\subset \mathbb {R} ^{n}} jest homeomorfizmem. Zbiór {\displaystyle U} nazywamy dziedziną mapy {\displaystyle (U,\varphi )}, funkcję {\displaystyle \varphi } nazywamy układem współrzędnych w otoczeniu punktu {\displaystyle p}, funkcję do niej odwrotną {\displaystyle \varphi ^{-1}} nazywa się parametryzacją w otoczeniu punktu {\displaystyle p}, a funkcje {\displaystyle x^{i}:=\pi ^{i}\circ \varphi :U\to \mathbb {R} }, gdzie {\displaystyle \pi ^{i}:\mathbb {R} ^{n}\to \mathbb {R} } są rzutowaniami na {\displaystyle i}-tą współrzędną względem bazy standardowej {\displaystyle \mathbb {R} ^{n}}:
{\displaystyle \pi ^{i}(x_{1},x_{2},\ldots ,x_{n}):=x_{i}}
nazywamy współrzędnymi wyznaczonymi przez mapę {\displaystyle (U,\varphi )}. Zbiór map, których dziedziny pokrywają całe {\displaystyle M} nazywamy atlasem na {\displaystyle M}. Przestrzeń Hausdorffa na której istnieje {\displaystyle n}-wymiarowy atlas nazywamy {\displaystyle n}-wymiarową rozmaitością topologiczną.
Atlas {\displaystyle {\mathfrak {M}}} na {\displaystyle M} nazwiemy klasy {\displaystyle C^{r}} jeżeli dla dowolnych dwóch map {\displaystyle (U,\varphi ),\ (V,\psi )\in {\mathfrak {M}}} takich, że {\displaystyle U\cap V\neq \emptyset } odwzorowania zamiany współrzędnych {\displaystyle \varphi \circ \psi ^{-1}:\psi (U\cap V)\to \varphi (U\cap V)} i {\displaystyle \psi \circ \varphi ^{-1}:\varphi (U\cap V)\to \psi (U\cap V)} są klasy {\displaystyle C^{r}}.  
Mapę {\displaystyle (U,\varphi )} na {\displaystyle M} nazwiemy {\displaystyle C^{r}}-zgodną z atlasem {\displaystyle {\mathfrak {M}}} na {\displaystyle M} jeżeli dla każdej mapy {\displaystyle (V,\psi )\in {\mathfrak {M}}} takiej, że {\displaystyle U\cap V\neq \emptyset } odwzorowania zamiany współrzędnych są klasy {\displaystyle C^{r}}. 
Mając dany atlas {\displaystyle {\mathfrak {M}}} klasy {\displaystyle C^{r}} na {\displaystyle M} możemy dołączyć do niego wszystkie mapy {\displaystyle C^{r}}-zgodne z nim. W ten sposób otrzymamy maksymalny atlas {\displaystyle {\overline {\mathfrak {M}}}}. Parę: rozmaitość topologiczną wraz z maksymalnym atlasem klasy {\displaystyle C^{r}} nazywamy rozmaitością różniczkową klasy {\displaystyle C^{r}}.

## Funkcje różniczkowalne pomiędzy rozmaitościami
Niech {\displaystyle M,\ N} będą rozmaitościami różniczkowymi klasy {\displaystyle C^{k}} i niech {\displaystyle f:M\to N}. Powiemy, że funkcja {\displaystyle f} jest różniczkowalna klasy {\displaystyle C^{r}} ({\displaystyle r\leqslant k}) w punkcie {\displaystyle p} jeżeli dla pewnej mapy {\displaystyle (U,\varphi )} w otoczeniu punktu {\displaystyle p} i dla pewnej mapy {\displaystyle (V,\psi )} w otoczeniu punktu {\displaystyle f(p)} funkcja {\displaystyle F:=\psi \circ f\circ \varphi ^{-1}:\varphi (U)\to \psi (V)} jest różniczkowalna, klasy {\displaystyle C^{r}} w punkcie {\displaystyle \varphi (p)}. 
W definicji korzystamy z pewnych map, ale definicja nie zależy od wyboru map, gdyż dla innych map {\displaystyle (U_{1},\varphi _{1}),\ (V_{1},\psi _{1})} w otoczeniu odpowiednio {\displaystyle p} i {\displaystyle f(p)} mamy 
{\displaystyle F_{1}=\psi _{1}\circ f\circ \varphi _{1}^{-1}=(\psi _{1}\circ \psi ^{-1})\circ (\psi \circ f\circ \varphi ^{-1})\circ (\varphi \circ \varphi _{1}^{-1})=(\psi _{1}\circ \psi ^{-1})\circ F\circ (\varphi \circ \varphi _{1}^{-1}).}
Ponieważ odwzorowania zamiany współrzędnych {\displaystyle \psi _{1}\circ \psi ^{-1}} i {\displaystyle \varphi \circ \varphi _{1}^{-1}} są klasy {\displaystyle C^{k}}, to {\displaystyle F} i {\displaystyle F_{1}} są tej samej klasy gładkości.
Funkcję {\displaystyle f:M\to N} pomiędzy rozmaitościami nazywamy różniczkowalną klasy {\displaystyle C^{r}} jeżeli jest różniczkowalna klasy {\displaystyle C^{r}} w każdym punkcie swojej dziedziny.

## Przestrzeń styczna
Przestrzeń styczna do {\displaystyle n}-wymiarowej rozmaitości różniczkowej {\displaystyle M} w punkcie {\displaystyle p} to intuicyjnie zbiór wektorów stycznych do rozmaitości w tym punkcie. Wektory te rozpinają {\displaystyle n}-wymiarową przestrzeń liniową co pozwala mówić o wektorach na zbiorach, które nie mają struktury przestrzeni liniowej. Poniższa konstrukcja formalizuje tę intuicję.
Krzywą klasy {\displaystyle C^{r}} na {\displaystyle M} przechodzącą przez punkt {\displaystyle p} nazwiemy odwzorowanie {\displaystyle \gamma } klasy {\displaystyle C^{r}} dowolnego przedziału {\displaystyle (-\epsilon ,\epsilon )\subset \mathbb {R} } w {\displaystyle M} takie, że {\displaystyle \gamma (0)=p}. Oznaczmy zbiór krzywych klasy {\displaystyle C^{1}} przechodzących przez punkt {\displaystyle p} przez {\displaystyle {\bar {T}}_{p}M}. W {\displaystyle {\bar {T}}_{p}M} dokonamy utożsamienia krzywych, które po przeniesieniu do {\displaystyle \mathbb {R} ^{n}} za pomocą pewnej mapy {\displaystyle (U,\varphi )} mają równy wektor styczny w zerze. Mianowicie w {\displaystyle {\bar {T}}_{p}M} wprowadźmy relację 
{\displaystyle \gamma _{1}\sim \gamma _{2}\Leftrightarrow {\frac {d}{dt}}(\varphi \circ \gamma _{1})(0)={\frac {d}{dt}}(\varphi \circ \gamma _{2})(0).}
Relacja {\displaystyle \sim } jest relacją równoważności. Relacja ta nie zależy od wyboru mapy {\displaystyle (U,\varphi )}. Oznaczmy zbiór klas abstrakcji relacji {\displaystyle \sim } przez {\displaystyle T_{p}M}. {\displaystyle T_{p}M} nazywamy przestrzenią styczną do {\displaystyle M} w punkcie {\displaystyle p}. 
Zdefiniujmy funkcję {\displaystyle \Theta _{\varphi }:T_{p}M\to \mathbb {R} ^{n}} wzorem 
{\displaystyle \Theta _{\varphi }([\gamma ]):={\frac {d}{dt}}(\varphi \circ \gamma )(0)},
gdzie {\displaystyle [\gamma ]} oznacza klasę abstrakcji krzywej {\displaystyle \gamma }. {\displaystyle \Theta _{\varphi }} jest bijekcją i pozwala przenieść strukturę przestrzeni liniowej z {\displaystyle \mathbb {R} ^{n}} do {\displaystyle T_{p}M}. Działania dodawania wektorów z {\displaystyle T_{p}M} i mnożenia ich przez skalar definiujemy mianowicie w następujący sposób. 
{\displaystyle v+w:=\Theta _{\varphi }^{-1}(\Theta _{\varphi }(v)+\Theta _{\varphi }(w))},
{\displaystyle \alpha \cdot v:=\Theta _{\varphi }^{-1}(\alpha \cdot \Theta _{\varphi }(v)).}
Struktura liniowa w {\displaystyle T_{p}M} uzyskana w ten sposób nie zależy od wyboru mapy {\displaystyle (U,\varphi )}.
Mapa {\displaystyle (U,\varphi )} w otoczeniu punktu {\displaystyle p\in M} na {\displaystyle n}-wymiarowej rozmaitości indukuje bazę {\displaystyle T_{p}M} daną wzorami 
{\displaystyle {\frac {\partial }{\partial \varphi _{i}}}:=\Theta _{\varphi }^{-1}(e_{i}),\ i=1,\ldots ,n,}
gdzie {\displaystyle (e_{i})} oznacza bazę standardową {\displaystyle \mathbb {R} ^{n}}. Bazę tę nazywamy bazą naturalną dla mapy {\displaystyle (U,\varphi )}. Wektory tej bazy oznacza się również {\displaystyle {\frac {\partial }{\partial x_{i}}},\ \partial _{i}} lub podobnie.

## Algebry funkcji Cr(M) i Cr(M, p)
Dla rozmaitości różniczkowej {\displaystyle M} klasy {\displaystyle C^{r}} oznaczmy zbiór funkcji {\displaystyle f:M\to \mathbb {R} } różniczkowalnych klasy {\displaystyle C^{r}} przez {\displaystyle C^{r}(M).} {\displaystyle C^{r}(M)} tworzy algebrę nad {\displaystyle \mathbb {R} } z działaniami zdefiniowanymi punktowo. 
Dla punktu {\displaystyle p} na rozmaitości różniczkowej {\displaystyle M} rozpatrzmy zbiór par postaci {\displaystyle (f,U)}, gdzie {\displaystyle U} jest pewnym otoczeniem punktu {\displaystyle p}, a {\displaystyle f:U\to \mathbb {R} } jest funkcją różniczkowalną klasy {\displaystyle C^{r}}. W zbiorze tym wprowadźmy relację {\displaystyle \sim }
{\displaystyle (f_{1},U_{1})\sim (f_{2},U_{2})\Leftrightarrow } istnieje otoczenie {\displaystyle U\subset U_{1}\cap U_{2}} punktu {\displaystyle p} takie, że {\displaystyle f_{1}(x)=f_{2}(x)} dla {\displaystyle x\in U}
Relacja {\displaystyle \sim } jest relacją równoważności. Klasy abstrakcji tej relacji nazywamy kiełkami funkcji klasy {\displaystyle C^{r}} w otoczeniu punktu {\displaystyle p}. Ich zbiór oznaczamy {\displaystyle C^{r}(M,p)}. W {\displaystyle C^{r}(M,p)} możemy wprowadzić strukturę algebry nad {\displaystyle \mathbb {R} } definiując działania
{\displaystyle [(f,U)]+[(g,V)]:=[(f+g,U\cap V)],}
{\displaystyle \alpha [(f,U)]:=[(\alpha f,U)],}
{\displaystyle [(f,U)]\cdot [(g,V)]:=[(f\cdot g,U\cap V)],}
gdzie {\displaystyle [(f,U)]} oznacza klasę abstrakcji pary {\displaystyle (f,U).}

## Przestrzeń kostyczna
Przestrzeń {\displaystyle T_{p}^{*}M} dualną do przestrzeni {\displaystyle T_{p}M} nazywamy przestrzenią kostyczną do {\displaystyle M} w punkcie {\displaystyle p}.
Dla funkcji {\displaystyle f\in C^{\infty }(M,p)} zdefiniujmy odwzorowanie {\displaystyle df:T_{p}M\to \mathbb {R} } wzorem 
{\displaystyle df([\gamma ]):={\frac {d}{dt}}(f\circ \gamma )(0).}
Dla {\displaystyle x^{i}:=\pi ^{i}\circ \varphi } różniczki {\displaystyle dx^{i}:T_{p}M\to \mathbb {R} } są bazą dualną do bazy {\displaystyle \left({\frac {\partial }{\partial x_{i}}}\right)} naturalnej dla mapy {\displaystyle (U,\varphi )} tzn. spełniają równania 
{\displaystyle dx^{i}(v)=dx^{i}\left(\sum _{j=1}^{n}v_{j}{\frac {\partial }{\partial x_{j}}}\right)=v_{i},\ i=1,\ldots ,n.}

## Odwzorowanie styczne
Uogólnieniem pochodnej funkcji {\displaystyle f:\mathbb {R} ^{n}\to \mathbb {R} ^{m}} na przypadek funkcji pomiędzy rozmaitościami jest tzw. odwzorowanie styczne. Niech {\displaystyle M,N} będą rozmaitościami różniczkowymi. Odwzorowaniem stycznym funkcji {\displaystyle f:M\to N} różniczkowalnej w punkcie {\displaystyle p\in M} nazywamy odwzorowanie {\displaystyle T_{p}f:T_{p}M\to T_{f(p)}N} dane wzorem 
{\displaystyle T_{p}f([\gamma ]):=[f\circ \gamma ].}
Odwzorowanie styczne przyjmuje jako argumenty wektory styczne z {\displaystyle T_{p}M} i "przenosi je" do przestrzeni stycznej {\displaystyle T_{f(p)}N} analogicznie do pochodnej {\displaystyle Df(p)} funkcji {\displaystyle f:\mathbb {R} ^{n}\to \mathbb {R} ^{m}}, która przenosi wektory z {\displaystyle \mathbb {R} ^{n}} do {\displaystyle \mathbb {R} ^{m}}. Odwzorowanie {\displaystyle T_{p}f} nazywa się również pochodną funkcji {\displaystyle f} w punkcie {\displaystyle p} lub różniczką funkcji {\displaystyle f} w punkcie {\displaystyle p} i oznacza {\displaystyle d_{p}f} lub podobnie.
Korzystając z mapy {\displaystyle (U,\varphi )} w otoczeniu punktu {\displaystyle p\in M} oraz mapy {\displaystyle (V,\psi )} w otoczeniu punktu {\displaystyle f(p)} można badanie różniczkowalnej funkcji {\displaystyle f:M\to N} sprowadzić do badania odwzorowania {\displaystyle \Phi :=\psi \circ f\circ \varphi ^{-1}}. Wówczas odwzorowanie styczne {\displaystyle T_{p}\Phi } można zinterpretować jako pochodną {\displaystyle D\Phi (p)} w sensie zwykłego rachunku różniczkowego na {\displaystyle \mathbb {R} ^{n}}.

## Pola tensorowe na rozmaitościach
Niech {\displaystyle T^{r,s}(V)} oznacza zbiór tensorów typu {\displaystyle (r,s)} {\displaystyle r}-krotnie kowariantnych i {\displaystyle s}-krotnie kontrawariantnych na przestrzeni liniowej {\displaystyle V}. Funkcję 
{\displaystyle t:M\to \bigcup _{p\in M}T^{r,s}(T_{p}M)} taką, że {\displaystyle t(p)\in T^{r,s}(T_{p}M)} nazywamy polem tensorowym typu {\displaystyle (r,s)} na {\displaystyle M} {\displaystyle r}-krotnie kowariantnym i {\displaystyle s}-krotnie kontrawariantnym. Innymi słowy pole tensorowe to funkcja, która każdemu punktowi {\displaystyle p} przyporządkowuje tensor na przestrzeni stycznej do rozmaitości w tym punkcie. 
W bazie naturalnej dla mapy {\displaystyle (U,\varphi )} można pole tensorowe {\displaystyle t} na {\displaystyle n}-wymiarowej rozmaitości przedstawić lokalnie tzn. w dziedzinie tej mapy w następujący sposób
{\displaystyle t=\sum _{i_{1},\ldots ,i_{r},j_{1},\ldots ,j_{s}=1}^{n}t_{i_{1},\ldots ,i_{r}}^{j_{1},\ldots ,j_{s}}dx^{i_{1}}\otimes \ldots \otimes dx^{i_{r}}\otimes {\frac {\partial }{\partial x_{j_{1}}}}\otimes \ldots \otimes {\frac {\partial }{\partial x_{j_{s}}}},}
gdzie {\displaystyle \otimes } oznacza iloczyn tensorowy, a {\displaystyle (dx^{i}(p))} oznacza bazę dualną do bazy {\displaystyle \left({\frac {\partial }{\partial x_{i}}}\right)} tzn. daną wzorami
{\displaystyle dx^{i}(p)(v)=dx^{i}(p)\left(\sum _{j=1}^{n}v_{j}{\frac {\partial }{\partial x_{j}}}\right)=v_{i}.}
Funkcje {\displaystyle t_{i_{1},\ldots ,i_{r}}^{j_{1},\ldots ,j_{s}}:U\to \mathbb {R} } nazywamy naturalnymi współrzędnymi pola {\displaystyle t} (w mapie {\displaystyle (U,\varphi )}). Jeżeli funkcje te są klasy {\displaystyle C^{k}} (gładkie) w punkcie {\displaystyle p\in M} to pole {\displaystyle t} nazywamy klasy {\displaystyle C^{k}} (gładkim) w punkcie {\displaystyle p}. Definicja ta nie zależy od wyboru mapy. Pole {\displaystyle t} nazywamy klasy {\displaystyle C^{k}} (gładkim) jeżeli jest klasy {\displaystyle C^{k}} (gładkim) w każdym punkcie rozmaitości.

## Rachunek różniczkowy i całkowy na rozmaitościach
Bardzo ważnymi polami tensorowymi są antysymetryczne, kowariantne pola tensorowe, czyli formy różniczkowe, ponieważ to jedyne pola tensorowe, które można całkować. W lokalnym układzie współrzędnych {\displaystyle x^{i}:=\pi ^{i}\circ \varphi } można lokalnie, tzn. w dziedzinie mapy {\displaystyle (U,\varphi )}, przedstawić {\displaystyle k}-formę różniczkową {\displaystyle \omega } na {\displaystyle n}-wymairowej rozmaitości różniczkowej {\displaystyle M\supset U} w postaci 
{\displaystyle \omega =\sum _{1\leqslant i_{1}<\ldots <i_{k}\leqslant n}f_{i_{1},\ldots ,i_{k}}dx^{i_{1}}\wedge \ldots \wedge dx^{i_{k}},}
gdzie {\displaystyle \wedge } oznacza tzw. iloczyn zewnętrzny. 
Jeżeli forma różniczkowa {\displaystyle \omega } na {\displaystyle M} ma nośnik zwarty i zawarty w dziedzinie mapy {\displaystyle U\subset M} to całkę z niej definiujemy 
{\displaystyle \int _{U}\omega :=\int _{\varphi (U)}(\varphi ^{-1})^{*}\omega ,}
gdzie {\displaystyle (\varphi ^{-1})^{*}\omega } to forma cofnięta przez parametryzację {\displaystyle \varphi ^{-1}}. {\displaystyle (\varphi ^{-1})^{*}\omega } jest już formą różniczkową na zbiorze otwartym w {\displaystyle \mathbb {R} ^{n}} i całkę z niej można zdefiniować jako całkę Lebesgue'a.
W przypadku ogólnej formy różniczkowej {\displaystyle \omega } na zwartej rozmaitości różniczkowej {\displaystyle M} korzystamy z gładkiego rozkładu jedynki, żeby przedstawić {\displaystyle \omega } w postaci
{\displaystyle \omega =\sum _{i=1}^{n}\omega \lambda _{i}.}
{\displaystyle \omega _{i}:=\omega \lambda _{i}} ma już nośnik zwarty i zawarty w dziedzinie pewnej mapy {\displaystyle U_{i}\subset M} w związku z czym możemy zdefiniować 
{\displaystyle \int _{M}\omega :=\sum _{i=1}^{n}\int _{U_{i}}\omega _{i}.}
Formy różniczkowe można też różniczkować. Pochodną zewnętrzną formy {\displaystyle \omega =\sum _{1\leqslant i_{1}<\ldots <i_{k}\leqslant n}f_{i_{1},\ldots ,i_{k}}dx^{i_{1}}\wedge \ldots \wedge dx^{i_{k}}} definiujemy jako 
{\displaystyle d\omega :=\sum _{1\leqslant i_{1}<\ldots <i_{k}\leqslant n}df_{i_{1},\ldots ,i_{k}}\wedge dx^{i_{1}}\wedge \ldots \wedge dx^{i_{k}},}
gdzie {\displaystyle df_{i_{1},\ldots ,i_{k}}} oznacza odwzorowanie styczne funkcji {\displaystyle f_{i_{1},\ldots ,i_{k}}}. W definicji korzystamy z pewnej mapy, ale pochodna zewnętrzna nie zależy od wyboru mapy.
Głównym twierdzeniem rachunku form różniczkowych jest Ogólne twierdzenie Stokes'a: Jeżeli {\displaystyle M} jest zwartą, zorientowaną, {\displaystyle n}-wymiarową rozmaitością różniczkową z brzegiem {\displaystyle \partial M}, to dla {\displaystyle (n-1)}-formy {\displaystyle \omega } na {\displaystyle M}
{\displaystyle \int _{M}d\omega =\int _{\partial M}\omega .}

## Rozmaitości gładkie

### Przestrzeń styczna
Jeżeli w definicji rozmaitości różniczkowej przyjemy {\displaystyle r=\infty } to otrzymaną rozmaitość nazwiemy rozmaitością gładką. Rozmaitości gładkie różnią się od pozostałych rozmaitości tym, że w ich przypadku przestrzeń styczną można zdefiniować w sposób algebraiczny. 
Niech {\displaystyle M} będzie rozmaitością gładką. Funkcjonałem różniczkowym na algebrze {\displaystyle C^{\infty }(M,p)} nazwiemy funkcjonał liniowy {\displaystyle D:C^{\infty }(M,p)\to \mathbb {R} } taki, że dla każdych {\displaystyle f,g\in C^{\infty }(M,p)}
{\displaystyle D(fg)=Df\cdot g(p)+f(p)\cdot Dg.}
Przestrzenią styczną do {\displaystyle M} w punkcie {\displaystyle p} nazywamy przestrzeń liniową funkcjonałów różniczkowych na {\displaystyle C^{\infty }(M,p)}. Oznaczmy ją {\displaystyle T_{p}^{0}M}. Zdefiniujmy {\displaystyle \gamma _{*}\in T_{p}^{0}M}
wzorem 
{\displaystyle \gamma _{*}(f):={\frac {d}{dt}}(f\circ \gamma )(0)}.
Funkcja {\displaystyle \varkappa :T_{p}M\to T_{p}^{0}M} dana wzorem
{\displaystyle \varkappa ([\gamma ]):=\gamma _{*}}
jest naturalnym izomorfizmem (tzn. izomorfizmem niezależnym od wyboru bazy). 
Definicja "algebraiczna" jest bardziej abstrakcyjna i mniej intuicyjna, ale często wygodna w użyciu.

### Pola wektorowe
Niech {\displaystyle M} będzie gładką rozmaitością różniczkową i niech {\displaystyle X} będzie polem wektorowym na {\displaystyle M}. Ponieważ dla {\displaystyle p\in M} {\displaystyle X_{p}:=X(p)} jest już wektorem stycznym z {\displaystyle T_{p}M} to w związku z tym, co zostało powiedziane w poprzednim podrozdziale można {\displaystyle X_{p}} uważać za funkcjonał różniczkowy. Wynika z tego, że pole wektorowe {\displaystyle X} na {\displaystyle M} przyporządkowuje funkcji {\displaystyle f\in C^{\infty }(M)} funkcję {\displaystyle Xf\in C^{\infty }(M)} daną wzorem 
{\displaystyle (Xf)(p):=X_{p}f\in \mathbb {R} .}
Na rozmaitościach gładkich można pola wektorowe, podobnie jak przestrzeń styczną, zdefiniować czysto algebraicznie jako różniczkowania: dla pola wektorowego {\displaystyle X} funkcja {\displaystyle {\tilde {X}}:C^{\infty }(M)\to C^{\infty }(M)}
dana wzorem 
{\displaystyle {\tilde {X}}f:={\tilde {X}}(f):=Xf}
jest różniczkowaniem algebry {\displaystyle C^{\infty }(M)} tzn. dla dowolnych {\displaystyle f,g\in C^{\infty }(M)}
spełnia 
{\displaystyle {\tilde {X}}(fg)={\tilde {X}}f\cdot g+f\cdot {\tilde {X}}g.}
Odwrotnie: jeżeli {\displaystyle D} jest liniowym różniczkowaniem algebry {\displaystyle C^{\infty }(M)} to
{\displaystyle Df={\tilde {X}}f}
dla pewnego pola wektorowego {\displaystyle X} na {\displaystyle M.}

## Rozmaitości Riemannowskie
Tensorem metrycznym na rozmaitości różniczkowej {\displaystyle M} nazywamy dwukrotnie kowariantne pole tensorowe {\displaystyle g} takie, że {\displaystyle g(p):T_{p}M\times T_{p}M\to \mathbb {R} } jest iloczynem skalarnym tzn. dodatnio określoną, symetryczną formą dwuliniową. Parę: rozmaitość różniczkową wraz ze zdefiniowanym na niej tensorem metrycznym nazywamy rozmaitością riemannowską.
W mapie {\displaystyle (U,\varphi )} możemy lokalnie przedstawić {\displaystyle g} na {\displaystyle n}-wymiarowej rozmaitości różniczkowej w postaci
{\displaystyle g=\sum _{i,j=1}^{n}g_{i,j}dx^{i}\otimes dx^{j}.}
Dzięki strukturze riemannowskiej można mówić o kątach pomiędzy wektorami, o długości krzywych na rozmaitości. Dzięki temu możliwe jest zdefiniowanie linii geodezyjnych.